# Paramantis togana
Paramantis togana es una especie de mantis de la familia Mantidae.

## Distribución geográfica
Se encuentra en Camerún, Liberia, Tanzania y Togo.